# Derivarea unui produs

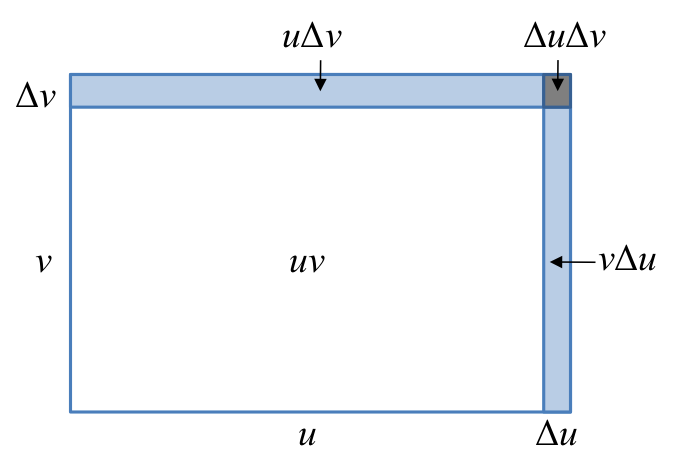
Ilustrarea geometrică a unei demonstrații a derivării unui produs

În calculul diferențial derivarea unui produs este formula folosită pentru a găsi derivatele produselor a două sau mai multe funcții. Pentru două funcții, poate fi folosită notația lui Lagrange:
{\displaystyle (u\cdot v)^{\prime }=u^{\prime }\cdot v+u\cdot v^{\prime }}
sau notația lui Leibniz:
{\displaystyle {\frac {d}{dx}}(u\cdot v)={\frac {du}{dx}}\cdot v+u\cdot {\frac {dv}{dx}}}
Regula poate fi generalizată la produse de trei sau mai multe funcții, la o regulă pentru derivate de ordin superior a unui produs și la alte contexte.

## Descoperire
Descoperirea acestei reguli este atribuită lui Gottfried Leibniz, care a demonstrat-o folosind „infinitezimalele” (un precursor al calculului diferențial modern. Iată argumentația lui Leibniz: fie funcțiile u și v. Atunci d(uv) este același lucru cu diferența dintre două uv succesive; fie una dintre ele uv, iar cealaltă u+du înmulțit cu v+dv; atunci:
{\displaystyle {\begin{aligned}d(u\cdot v)&{}=(u+du)\cdot (v+dv)-u\cdot v\\&{}=u\cdot dv+v\cdot du+du\cdot dv.\end{aligned}}}
Deoarece termenul {\displaystyle du\cdot dv} este „neglijabil” (în comparație cu du și dv), Leibniz a tras concluzia că
{\displaystyle d(u\cdot v)=v\cdot du+u\cdot dv}
iat asta este într-adevăr forma diferențială a regulii de derivare a produsului. Dacă se împarte cu dx, se obține
{\displaystyle {\frac {d}{dx}}(u\cdot v)=v\cdot {\frac {du}{dx}}+u\cdot {\frac {dv}{dx}}}
care poate fi scrisă în notația lui Lagrange ca
{\displaystyle (u\cdot v)^{\prime }=v\cdot u^{\prime }+u\cdot v^{\prime }.}

## Exemple
- Fie cazul în care se dorește derivarea {\displaystyle f(x)=x^{2}\sin(x).} Cu regula derivării produsului se obține derivata {\displaystyle f^{\prime }(x)=2x\cdot \sin(x)+x^{2}\cos(x)} (deoarece derivata lui {\displaystyle x^{2}} este {\displaystyle 2x,} iar derivata funcției sinus este funcția cosinus).
- Un caz particular al regulii de derivare a produsului este regula de derivare a înmulțirii cu o constantă, care afirmă că dacă c este un număr și {\displaystyle f(x)} este o funcție derivabilă, atunci {\displaystyle c\cdot f(x)} este, de asemenea, derivabilă, iar derivata sa este {\displaystyle (cf)^{\prime }(x)=c\cdot f^{\prime }(x).} Aceasta rezultă din regula derivării produsului, deoarece derivata oricărei constante este zero.
- Regula pentru integrarea prin părți este obținută din regula de derivare a produsului, fiind o versiune slabă. (Este o versiune „slabă” deoarece nu demonstrează că coeficientul este derivabil, ci spune doar care este derivata sa dacă este derivabil.)

## Demonstrații

### Prin limită ca definiție a derivatei
Fie h(x) = f(x)g(x) și se admite că f și g sunt derivabile în x. Se demonstrează că h este derivabilă în x și că derivata sa, h'(x), este f' (x) g(x) + f(x) g' (x). Pentru asta, se adună {\displaystyle f(x)g(x+\Delta x)-f(x)g(x+\Delta x)} (care este zero, deci nu schimbă valoarea) la numărător pentru a permite factorizarea, iar apoi se folosesc proprietățile limitelor:
{\displaystyle {\begin{aligned}h'(x)&=\lim _{\Delta x\to 0}{\frac {h(x+\Delta x)-h(x)}{\Delta x}}\\[5pt]&=\lim _{\Delta x\to 0}{\frac {f(x+\Delta x)g(x+\Delta x)-f(x)g(x)}{\Delta x}}\\[5pt]&=\lim _{\Delta x\to 0}{\frac {f(x+\Delta x)g(x+\Delta x)-f(x)g(x+\Delta x)+f(x)g(x+\Delta x)-f(x)g(x)}{\Delta x}}\\[5pt]&=\lim _{\Delta x\to 0}{\frac {{\big [}f(x+\Delta x)-f(x){\big ]}\cdot g(x+\Delta x)+f(x)\cdot {\big [}g(x+\Delta x)-g(x){\big ]}}{\Delta x}}\\[5pt]&=\lim _{\Delta x\to 0}{\frac {f(x+\Delta x)-f(x)}{\Delta x}}\cdot \lim _{\Delta x\to 0}g(x+\Delta x)+\lim _{\Delta x\to 0}f(x)\cdot \lim _{\Delta x\to 0}{\frac {g(x+\Delta x)-g(x)}{\Delta x}}\\[5pt]&=f^{\prime }(x)g(x)+f(x)g^{\prime }(x).\end{aligned}}}
Proprietatea {\displaystyle \lim _{\Delta x\to 0}g(x+\Delta x)=g(x)} rezultă din faptul că funcțiile derivabile sunt continue.

### Prin aproximări liniare
Prin definiție, dacă {\displaystyle f,g:\mathbb {R} \to \mathbb {R} } sunt derivabile în {\displaystyle x,} atunci se pot scrie aproximările liniare:
{\displaystyle f(x+h)=f(x)+f^{\prime }(x)h+\varepsilon _{1}(h)\quad } și {\displaystyle \quad g(x+h)=g(x)+g^{\prime }(x)h+\varepsilon _{2}(h)}
unde termenii de eroare sunt mici față de h: adică, {\textstyle \lim _{h\to 0}{\frac {\varepsilon _{1}(h)}{h}}=\lim _{h\to 0}{\frac {\varepsilon _{2}(h)}{h}}=0,} care poate fi scrisă și {\displaystyle \varepsilon _{1},\varepsilon _{2}\sim o(h)}. Atunci:
{\displaystyle {\begin{aligned}f(x+h)g(x+h)-f(x)g(x)&=(f(x)+f^{\prime }(x)h+\varepsilon _{1}(h))(g(x)+g^{\prime }(x)h+\varepsilon _{2}(h))-f(x)g(x)\\[.5em]&=f(x)g(x)+f^{\prime }(x)g(x)h+f(x)g^{\prime }(x)h-f(x)g(x)+{\text{termenii de eroare}}\\[.5em]&=f'(x)g(x)h+f(x)g^{\prime }(x)h+o(h).\end{aligned}}}
„Termenii de eroare” sunt {\displaystyle f(x)\varepsilon _{2}(h),f^{\prime }(x)g^{\prime }(x)h^{2}} și {\displaystyle hf^{\prime }(x)\varepsilon _{1}(h)} la care se observă ușor că au magnitudinea {\displaystyle o(h).} Împărțind cu {\displaystyle h,} limita când {\displaystyle h\to 0} dă rezultatul.

### Prin sferturile pătratelor
Această demonstrație folosește regula derivării funcțiilor compuse și funcția sfertul pătratului {\displaystyle q(x)={\tfrac {1}{4}}x^{2}} a cărei derivată esre {\displaystyle q^{\prime }(x)={\tfrac {1}{2}}x}. Se obține:
{\displaystyle uv=q(u+v)-q(u-v),}
și derivînd ambii membri se obține:
{\displaystyle {\begin{aligned}f^{\prime }&=q^{\prime }(u+v)(u^{\prime }+v^{\prime })-q^{\prime }(u-v)(u^{\prime }-v^{\prime })\\[4pt]&=\left({\tfrac {1}{2}}(u+v)(u^{\prime }+v^{\prime })\right)-\left({\tfrac {1}{2}}(u-v)(u^{\prime }-v^{\prime })\right)\\[4pt]&={\tfrac {1}{2}}(uu^{\prime }+vu^{\prime }+uv^{\prime }+vv^{\prime })-{\tfrac {1}{2}}(uu^{\prime }-vu^{\prime }-uv^{\prime }+vv^{\prime })\\[4pt]&=vu^{\prime }+uv^{\prime }.\end{aligned}}}

### Prin derivarea funcțiilor multivariablă
Regula derivării produsului poate fi considerată un caz particular al derivării funcțiilor compuse de mai multe variabile, aplicată funcției de înmulțire {\displaystyle m(u,v)=uv}:
{\displaystyle {\frac {d(uv)}{dx}}={\frac {\partial (uv)}{\partial u}}{\frac {du}{dx}}+{\frac {\partial (uv)}{\partial v}}{\frac {dv}{dx}}=v{\frac {du}{dx}}+u{\frac {dv}{dx}}.}

### Prin analiza nestandard
Fie u și v funcții continue în x, iar dx, du și dv infinitezimale în analiza nestandard⁠(d), în special pentru numerele hiperreale. Folosind simbolul st pentru a desemna funcția partea standard⁠(d) care asociază unui număr hiperreal finit realul infinit aproape de acesta, aceasta dă
{\displaystyle {\begin{aligned}{\frac {d(uv)}{dx}}&=\operatorname {st} \left({\frac {(u+du)(v+dv)-uv}{dx}}\right)\\&=\operatorname {st} \left({\frac {uv+u\cdot dv+v\cdot du+du\cdot dv-uv}{dx}}\right)\\&=\operatorname {st} \left({\frac {u\cdot dv+v\cdot du+du\cdot dv}{dx}}\right)\\&=\operatorname {st} \left(u{\frac {dv}{dx}}+(v+dv){\frac {du}{dx}}\right)\\&=u{\frac {dv}{dx}}+v{\frac {du}{dx}}.\end{aligned}}}
Aceasta a fost în esență demonstrația lui Leibniz care exploatează transcendența omogenității (în locul părții standard de mai sus).

### Prin analiza infinitezimală netedă
În contextul abordării lui Lawvere a infinitezimalelor, fie {\displaystyle dx} un nilpătrat infinitezimal. Atunci {\displaystyle du=u^{\prime }\,dx} și {\displaystyle dv=v^{\prime }\,dx,} astfel încât
{\displaystyle {\begin{aligned}d(uv)&=(u+du)(v+dv)-uv\\&=uv+u\cdot dv+v\cdot du+du\cdot dv-uv\\&=u\cdot dv+v\cdot du+du\cdot dv\\&=u\cdot dv+v\cdot du\end{aligned}}}
deoarece {\displaystyle du\,dv=u^{\prime }v^{\prime }(dx)^{2}=0.} Împărțind cu {\displaystyle dx} se obține {\displaystyle {\frac {d(uv)}{dx}}=u{\frac {dv}{dx}}+v{\frac {du}{dx}}} sau {\displaystyle (uv)^{\prime }=u\cdot v^{\prime }+v\cdot u^{\prime }}.

### Prin derivata logaritmică
Fie {\displaystyle h(x)=f(x)g(x)}. Luând valoarea absolută a fiecărei funcții și logaritmul natural al ambelor părți ale ecuației,
{\displaystyle \ln |h(x)|=\ln |f(x)g(x)|}
și aplicând proprietățile valorii absolute și ale logaritmilor, se obține
{\displaystyle \ln |h(x)|=\ln |f(x)|+\ln |g(x)|}
Luând derivata logaritmică⁠(d) a ambelor părți {\displaystyle h^{\prime }(x)}:
{\displaystyle {\frac {h^{\prime }(x)}{h(x)}}={\frac {f^{\prime }(x)}{f(x)}}+{\frac {g^{\prime }(x)}{g(x)}}}
și apoi rezolvând pentru {\displaystyle h^{\prime }(x)} și substituind înapoi {\displaystyle f(x)g(x)} în {\displaystyle h(x)} se obține:
{\displaystyle {\begin{aligned}h^{\prime }(x)&=h(x)\left({\frac {f^{\prime }(x)}{f(x)}}+{\frac {g^{\prime }(x)}{g(x)}}\right)\\&=f(x)g(x)\left({\frac {f^{\prime }(x)}{f(x)}}+{\frac {g^{\prime }(x)}{g(x)}}\right)\\&=f^{\prime }(x)g(x)+f(x)g^{\prime }(x).\end{aligned}}}
Notă: Luarea valorii absolute a funcțiilor este necesară pentru derivarea logaritmului⁠(d) funcțiilor care pot avea valori negative, deoarece logaritmii sunt funcții reale doar pentru argumente pozitive. Acest lucru funcționează pentru că {\displaystyle {\tfrac {d}{dx}}(\ln |u|)={\tfrac {u^{\prime }}{u}}}, ceea ce justifică luarea valorii absolute a funcției la derivarea logaritmului.

## Generalizări

### Produs de mai mult de doi factori
Regula derivării produsului poate fi generalizată la produse cu mai mult de doi factori. De exemplu, pentru trei factori:
{\displaystyle {\frac {d(uvw)}{dx}}={\frac {du}{dx}}vw+u{\frac {dv}{dx}}w+uv{\frac {dw}{dx}}.}
Pentru o mulțime de funcții {\displaystyle f_{1},\dots ,f_{k}}, se obține
{\displaystyle {\frac {d}{dx}}\left[\prod _{i=1}^{k}f_{i}(x)\right]=\sum _{i=1}^{k}\left(\left({\frac {d}{dx}}f_{i}(x)\right)\prod _{j=1,j\neq i}^{k}f_{j}(x)\right)=\left(\prod _{i=1}^{k}f_{i}(x)\right)\left(\sum _{i=1}^{k}{\frac {f'_{i}(x)}{f_{i}(x)}}\right)}
Derivata logaritmică oferă o expresie mai simplă a ultimei forme, precum și o demonstrație directă care nu implică vreo recursivitate. Derivata logaritmica a unei funcții f, notată aici {\displaystyle \operatorname {Logder} (f),} este derivata logaritmului funcției. Rezultă că
{\displaystyle \operatorname {Logder} (f)={\frac {f^{\prime }}{f}}}
Știind că logaritmul produsului este suma logaritmilor factorilor, regula de derivare se obține imediat:
{\displaystyle \operatorname {Logder} (f_{1}\cdots f_{k})=\sum _{i=1}^{k}\operatorname {Logder} (f_{i})}
Ultima expresie de mai sus a derivatei unui produs se obține prin înmulțirea ambilor membri ai acestei ecuații cu produsul lui {\displaystyle f_{i}.}

### Derivate superioare
Derivarea poate fi generalizată. Pentru a n-a derivată a unui produs a doi factori, conform binomului lui Newton:
{\displaystyle d^{n}(uv)=\sum _{k=0}^{n}{n \choose k}\cdot d^{(n-k)}(u)\cdot d^{(k)}(v)}
Pentru un punct x anume, formula de mai sus dă: 
{\displaystyle (uv)^{(n)}(x)=\sum _{k=0}^{n}{n \choose k}\cdot u^{(n-k)}(x)\cdot v^{(k)}(x)}
Mai mult, pentru derivata n-a a unui număr arbitrar de factori, există o formulă similară:
{\displaystyle \left(\prod _{i=1}^{k}f_{i}\right)^{\!\!(n)}=\sum _{j_{1}+j_{2}+\cdots +j_{k}=n}{n \choose j_{1},j_{2},\ldots ,j_{k}}\prod _{i=1}^{k}f_{i}^{(j_{i})}}

### Derivate parțiale superioare
Pentru derivate parțiale, formula este:
{\displaystyle {\partial ^{n} \over \partial x_{1}\,\cdots \,\partial x_{n}}(uv)=\sum _{S}{\partial ^{|S|}u \over \prod _{i\in S}\partial x_{i}}\cdot {\partial ^{n-|S|}v \over \prod _{i\not \in S}\partial x_{i}}}
unde indicele S se referă la toate cele 2n submulțimi {1, ..., n}, iar {\displaystyle |S|} este cardinalitatea⁠(d) lui S. De exemplu, când n = 3,
{\displaystyle {\begin{aligned}&{\partial ^{3} \over \partial x_{1}\,\partial x_{2}\,\partial x_{3}}(uv)\\[1ex]={}&u\cdot {\partial ^{3}v \over \partial x_{1}\,\partial x_{2}\,\partial x_{3}}+{\partial u \over \partial x_{1}}\cdot {\partial ^{2}v \over \partial x_{2}\,\partial x_{3}}+{\partial u \over \partial x_{2}}\cdot {\partial ^{2}v \over \partial x_{1}\,\partial x_{3}}+{\partial u \over \partial x_{3}}\cdot {\partial ^{2}v \over \partial x_{1}\,\partial x_{2}}\\[1ex]&+{\partial ^{2}u \over \partial x_{1}\,\partial x_{2}}\cdot {\partial v \over \partial x_{3}}+{\partial ^{2}u \over \partial x_{1}\,\partial x_{3}}\cdot {\partial v \over \partial x_{2}}+{\partial ^{2}u \over \partial x_{2}\,\partial x_{3}}\cdot {\partial v \over \partial x_{1}}+{\partial ^{3}u \over \partial x_{1}\,\partial x_{2}\,\partial x_{3}}\cdot v\\[-3ex]&\end{aligned}}}

### Spații Banach
Fie X, Y, și Z spații Banach (care includ spațiul euclidian) și B : X × Y → Z un operator biliniar continuu. Atunci B este derivabil, iar derivata sa în punctul (x,y) din X × Y este aplicația liniară D(x,y)B : X × Y → Z dată de 
{\displaystyle (D_{\left(x,y\right)}\,B)\left(u,v\right)=B\left(u,y\right)+B\left(x,v\right)\qquad \forall (u,v)\in X\times Y}
Rezultatul poate fi generalizat și la spațiile vectoriale topologice, mai generale.

### În calculul vectorial
Regula derivării produsului se extinde la diferite operații de produs ale funcțiilor vectoriale pe {\displaystyle \mathbb {R} ^{n}}:
- La înmulțirea cu un scalar: {\displaystyle (f\cdot \mathbf {g} )^{\prime }=f^{\prime }\cdot \mathbf {g} +f\cdot \mathbf {g} ^{\prime }}
- La produsul scalar: {\displaystyle (\mathbf {f} \cdot \mathbf {g} )^{\prime }=\mathbf {f} ^{\prime }\cdot \mathbf {g} +\mathbf {f} \cdot \mathbf {g} ^{\prime }}
- La produsul vectorial al funcțiilor vectoriale pe {\displaystyle \mathbb {R} ^{3}}: {\displaystyle (\mathbf {f} \times \mathbf {g} )^{\prime }=\mathbf {f} ^{\prime }\times \mathbf {g} +\mathbf {f} \times \mathbf {g} ^{\prime }}

Există, de asemenea, analogi pentru alți analogi ai derivatei: dacă f și g sunt câmpuri scalare, atunci există o regulă pentru gradient:
{\displaystyle \nabla (f\cdot g)=\nabla f\cdot g+f\cdot \nabla g}
O astfel de regulă va fi valabilă pentru orice operațiune continuă a produsului biliniar. Fie B : X × Y → Z o aplicație biliniară continuă între spații vectoriale și fie f și g funcții derivabile în X, respectiv Y. Singurele proprietăți ale înmulțirii utilizate în demonstrație folosind limita ca definiție a derivatei sunt acelea că înmulțirea este continuă și biliniară. Deci, pentru orice operație biliniară continuă,
{\displaystyle H(f,g)^{\prime }=H(f^{\prime },g)+H(f,g^{\prime })}
Acesta este un caz particular al regulii derivării produsului în aplicații biliniare în spații Banach.

### Derivări în algebra abstractă și în geometria diferențială
În algebra abstractă, regula derivării produsului este proprietatea definitorie a unei derivări. În această terminologie, regula derivării produsului prevede că operatorul de derivare este o derivare pe funcții.
În geometria diferențială, un vector tangent⁠(d) la o varietate M într-un punct p poate fi definit abstract ca un operator pe funcții reale care se comportă ca o derivată direcțională în p: adică o funcțională liniară⁠(d) v care este o derivată, {\displaystyle v(fg)=v(f)\,g(p)+f(p)\,v(g)}

## Aplicații
Printre aplicațiile regulii produsului se află o demonstrație că
{\displaystyle {\frac {d}{dx}}x^{n}=nx^{n-1}}
unde n este un întreg pozitiv (relația este adevărată chiar dacă n nu este pozitiv sau întreg, dar demonstrarea acesteia trebuie să se bazeze pe alte metode). Demonstrația se face prin inducție matematică pentru exponentul n. Dacă n = 0 atunci xn este constant și nxn − 1 = 0. Regula este valabilă în acest caz, deoarece derivata unei funcții constante este 0. Dacă regula este valabilă pentru un anumit exponent n, atunci pentru următoarea valoare, n + 1, avem
{\displaystyle {\begin{aligned}{\frac {dx^{n+1}}{dx}}&{}={\frac {d}{dx}}\left(x^{n}\cdot x\right)\\[1ex]&{}=x{\frac {d}{dx}}x^{n}+x^{n}{\frac {d}{dx}}x&{\text{(se foloseste regula derivarii produsului)}}\\[1ex]&{}=x\left(nx^{n-1}\right)+x^{n}\cdot 1&{\text{(se foloseste ipoteza inductiei)}}\\[1ex]&{}=\left(n+1\right)x^{n}.\end{aligned}}}
Prin urmare, dacă propoziția este adevărată pentru n, este adevărată și pentru n + 1, deci pentru toate n naturale.